# Riempje
Het riempje (Bathyomphalus contortus) is een slakkensoort uit de familie Planorbidae. De wetenschappelijke naam van de soort werd in 1758, als Helix contorta, gepubliceerd door Carl Linnaeus in de tiende editie van Systema naturae. 

## Beschrijving
De schelp van het riempje is tot 2 mm breed en tot 7 mm hoog en heeft maximaal 7-8 strak opgerolde windingen die langzaam in grootte toenemen. De windingen zijn hoger dan breed, de onderzijde is vrijwel vlak, de bovenzijde met een grote navel die ruim 1/3 van de schelpdiameter bedraagt. De opening is smal. De kleur van de schelp is roodachtig hoornbruin, vaak met zwarte of bruine korstjes, fijn gestreept. Het slakje is zwartachtig donkerrood, de tentakels zijn naar verhouding erg lang, de ogen klein en zwart.

## Verspreiding en leefgebied
De verspreiding van deze soort is Palearctisch-Euraziatisch. Deze slakkensoort wordt gevonden in heel Europa en Siberië tot in het Verre Oosten, niet in het zuiden van de schiereilanden in de Middellandse Zee. Is een algemeen voorkomende soort in heel Nederland.
Deze kleine slak leeft in zoetwater leefgebieden, met name in stilstaande kleine, verarmde wateren en afvoerkanalen met veel waterplanten. Hij komt ook voor in moerassige of veenachtige poelen en is ook aangetroffen in uiterwaarden. Het komt zelden voor in grotere watergebieden. Het riempje is tolerant ten opzichte van zure omstandigheden, net als de ovale poelslak (Radix balthica). In Ierland is het vaak de enige soort die aanwezig is in poelen of afvoeren in en rond hoogveen.
Anisus:
leucostoma · 
septemgyratus · 
spirorbis · 
vortex · 
vorticulus

Gyraulus:
acronicus · 
albus · 
chinensis · 
crista · 
laevis · 
parvus · 
riparius · 
rossmaessleri

Planorbarius:
corneus · 
†peetersi · 
Planorbella:
anceps · 
duryi · 
trivolvis · 
Planorbis:
carinatus · 
planorbis

Overig:
Bathyomphalus contortus · Helisoma nigricans · Hippeutis complanatus · Menetus dilatata · Segmentina nitida